# Ляшко Євгенія Іванівна
Євгенія Іванівна Ляшко (нар. 5 грудня 1939, село Олександропіль, тепер Білокуракинського району Луганської області) — українська радянська діячка, доярка колгоспу «Комуніст» Білокуракинського району Луганської області. Депутат Верховної Ради СРСР 8-го скликання.

## Життєпис
Народилася в селянській родині. Освіта середня: у 1957 році закінчила середню школу.
У 1958—1962 роках — касир Олександропільського сільського споживчого товариства Білокуракинського району Луганської області.
У 1962—1968 роках — свинарка, з 1968 року — доярка колгоспу «Комуніст» села Олександропіль Білокуракинського району Луганської області. У 1969 році надоїла від кожної фуражної корови понад 3 000 кілограмів молока.
Потім — на пенсії в селі Ляшківка Білокуракинського району Луганської області.